# Paralimnophila fraudulenta
Paralimnophila fraudulenta là một loài ruồi trong họ Limoniidae. Chúng phân bố ở miền Australasia.